# La Chapelle-Rablais
Pour les articles homonymes, voir La Chapelle.
La Chapelle-Rablais est une commune française située dans le département de Seine-et-Marne en région Île-de-France.

## Géographie

### Localisation
La Chapelle-Rablais est située au cœur de la Brie à 8 km au sud-ouest de Nangis.

### Communes limitrophes
| Fontenailles (5,4 km)  | Nangis (7,4 km)         | Fontains (4,6 km)              |
|                        | La Chapelle-Rablais     | Villeneuve-les-Bordes (7,5 km) |
| Échouboulains (4,8 km) | Laval-en-Brie (10,1 km) | Coutençon (5,6 km)             |

### Géologie et relief
La commune est classée en zone de sismicité 1, correspondant à une sismicité très faible.

### Hydrographie

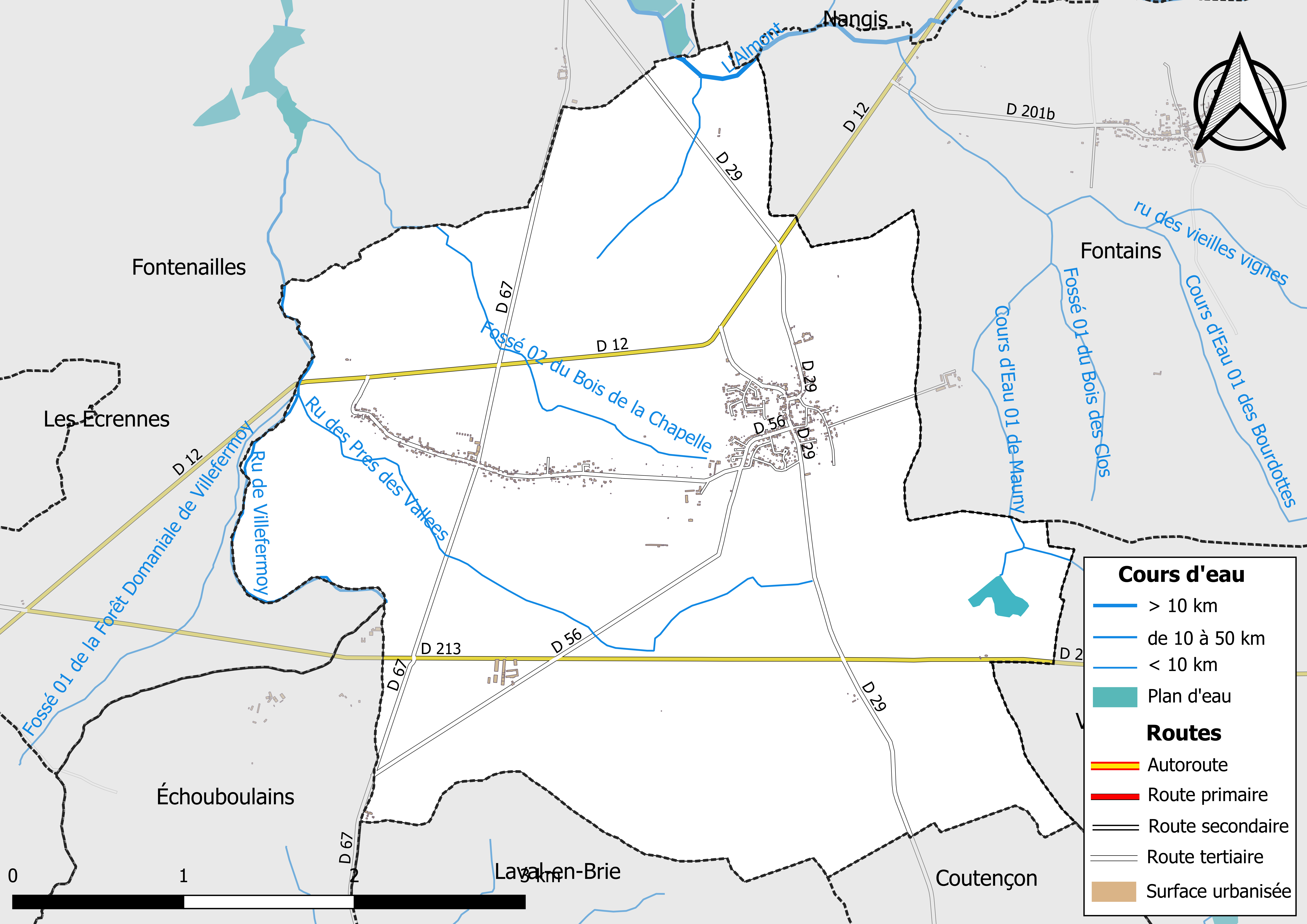
Carte des réseaux hydrographique et routier de la La Chapelle-Rablais.

Le réseau hydrographique de la commune se compose de neuf cours d'eau référencés :
- la rivière l’Almont (ou ru d'Ancœur ou ru de Courtenain), longue de 42,15 km[4], affluent de la Seine en rive droite, ainsi que ;
  - le bras de Courtenain, 0,53 km[5] ;
  - le fossé 01 du Grand Buisson du Mée, 1,35 km[6], et ;
  - le cours d'eau 01 de Mauny, 1,16 km[7], affluents de l'Almont ;
    - le fossé 01 du Bois de Putemuse, 1,04 km[8], affluent du  cours d'eau 01 de Mauny ;
- le ru de Villefermoy, long de 8,19 km[9] ;
  - le ru des Prés des Vallées , 3,97 km[10], et ;
  - le fossé 02 du Bois de la Chapelle, 3,61 km[11], et ;
  - le fossé 01 de la Forêt Domaniale de Villefermoy, 2,95 km[12], qui confluent avec le ru de Villefermoy.

La longueur totale des cours d'eau sur la commune est de 11,01 km.

### Climat
Pour des articles plus généraux, voir Climat de l'Île-de-France et Climat de Seine-et-Marne.
En 2010, le climat de la commune est de type climat océanique dégradé des plaines du Centre et du Nord, selon une étude du CNRS s'appuyant sur une série de données couvrant la période 1971-2000. En 2020, Météo-France publie une typologie des climats de la France métropolitaine dans laquelle la commune est exposée à un climat océanique altéré et est dans la région climatique Nord-est du bassin Parisien, caractérisée par un ensoleillement médiocre, une pluviométrie moyenne régulièrement répartie au cours de l’année et un hiver froid (3 °C).
Pour la période 1971-2000, la température annuelle moyenne est de 10,9 °C, avec une amplitude thermique annuelle de 15,5 °C. Le cumul annuel moyen de précipitations est de 727 mm, avec 11,6 jours de précipitations en janvier et 7,8 jours en juillet. Pour la période 1991-2020, la température moyenne annuelle observée sur la station météorologique la plus proche, située sur la commune de Grandpuits-Bailly-Carrois à 8 km à vol d'oiseau, est de 11,3 °C et le cumul annuel moyen de précipitations est de 704,0 mm,. Pour l'avenir, les paramètres climatiques de la commune estimés pour 2050 selon différents scénarios d'émission de gaz à effet de serre sont consultables sur un site dédié publié par Météo-France en novembre 2022.

### Milieux naturels et biodiversité

#### Réseau Natura 2000

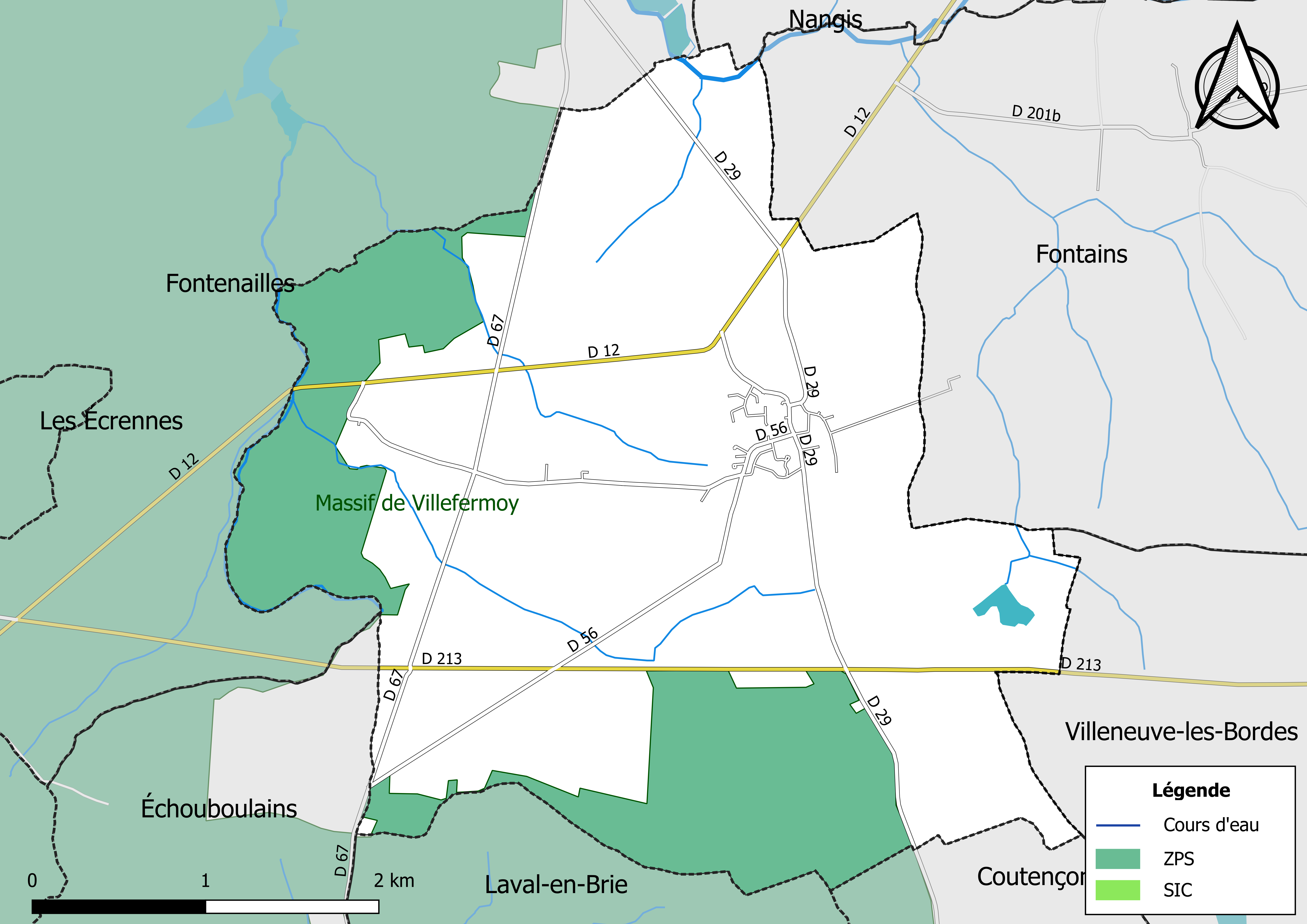
Sites Natura 2000 sur le territoire communal.

Le réseau Natura 2000 est un réseau écologique européen de sites naturels d’intérêt écologique élaboré à partir des Directives « Habitats » et « Oiseaux ». Ce réseau est constitué de Zones spéciales de conservation (ZSC) et de Zones de protection spéciale (ZPS). Dans les zones de ce réseau, les États Membres s'engagent à maintenir dans un état de conservation favorable les types d'habitats et d'espèces concernés, par le biais de mesures réglementaires, administratives ou contractuelles.
Un  site Natura 2000 a été défini sur la commune au titre de la « directive Oiseaux » :  
- le « Massif de Villefermoy », d'une superficie de 4 790 ha, un site où entre 1976 et 1997, un minimum de 122 espèces d’oiseaux ont été répertoriées sur l’ensemble du massif forestier de Villefermoy, dont 93 qui ont niché au moins une fois durant la période 1990-1997, ce qui représente environ 60 % du peuplement avien régional[22],[23].

#### Zones naturelles d'intérêt écologique, faunistique et floristique
L’inventaire des zones naturelles d'intérêt écologique, faunistique et floristique (ZNIEFF) a pour objectif de réaliser une couverture des zones les plus intéressantes sur le plan écologique, essentiellement dans la perspective d’améliorer la connaissance du patrimoine naturel national et de fournir aux différents décideurs un outil d’aide à la prise en compte de l’environnement dans l’aménagement du territoire.
Le territoire communal de Chapelle-Rablais comprend une ZNIEFF de type 1,, 
les « Bois du Petit Trenel et du Girondier » (195,14 ha), couvrant 2 communes du département
, et un ZNIEFF de type 2,, 
le « Massif de Villefermoy » (7 033,23 ha), couvrant 12 communes du département.

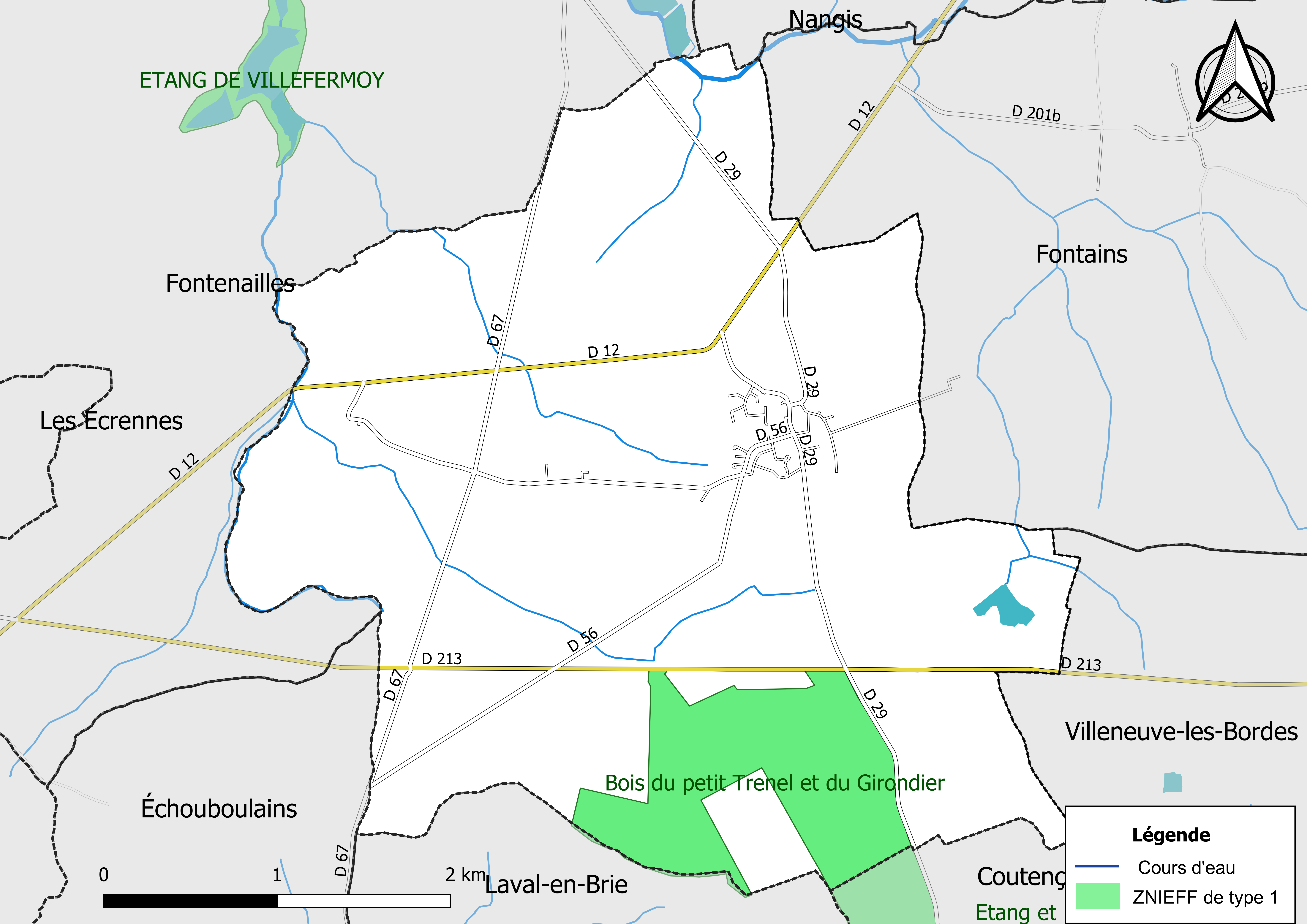
Carte des ZNIEFF de type 1 de la commune.
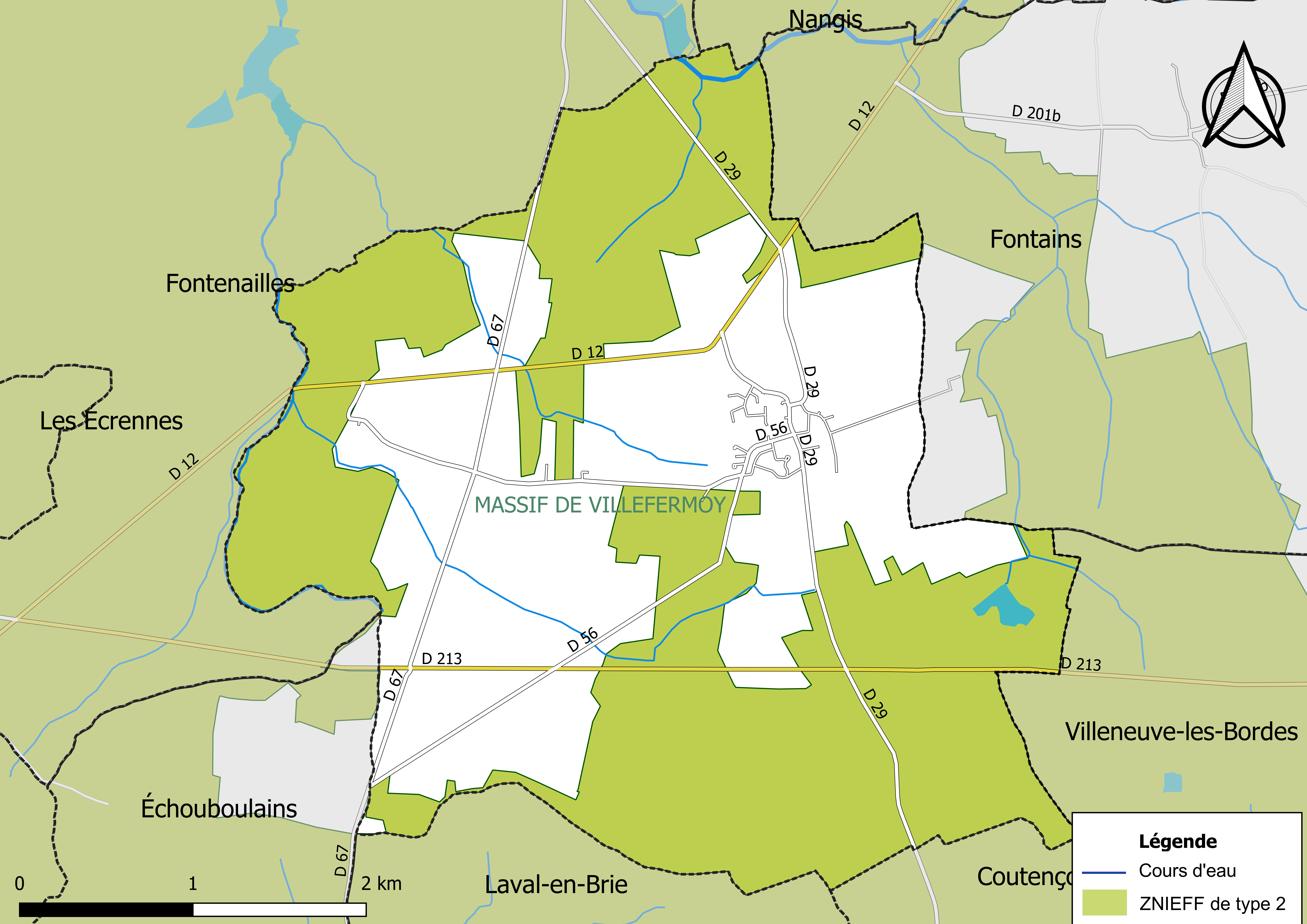
Carte des ZNIEFF de type 2 de la commune.

## Urbanisme

### Typologie
Au 1er janvier 2024, La Chapelle-Rablais est catégorisée bourg rural, selon la nouvelle grille communale de densité à sept niveaux définie par l'Insee en 2022.
Elle est située hors unité urbaine. Par ailleurs la commune fait partie de l'aire d'attraction de Paris, dont elle est une commune de la couronne,. Cette aire regroupe 1 929 communes,.

### Lieux-dits et écarts
La commune compte 47 lieux-dits administratifs répertoriés consultables ici dont Les Montils, les Moyeux.

### Occupation des sols
L'occupation des sols de la commune, telle qu'elle ressort de la base de données européenne d’occupation biophysique des sols Corine Land Cover (CLC), est marquée par l'importance des forêts et milieux semi-naturels (53,4 % en 2018), une proportion sensiblement équivalente à celle de 1990 (53,5 %). La répartition détaillée en 2018 est la suivante : 
forêts (53,4 %), terres arables (40,3 %), zones urbanisées (4,6 %), espaces verts artificialisés, non agricoles (1,7 %).
Parallèlement, L'Institut Paris Région, agence d'urbanisme de la région Île-de-France, a mis en place un inventaire numérique de l'occupation du sol de l'Île-de-France, dénommé le MOS (Mode d'occupation du sol), actualisé régulièrement depuis sa première édition en 1982. Réalisé à partir de photos aériennes, le Mos distingue les espaces naturels, agricoles et forestiers mais aussi les espaces urbains (habitat, infrastructures, équipements, activités économiques, etc.) selon une classification pouvant aller jusqu'à 81 postes, différente de celle de Corine Land Cover,,. L'Institut met également à disposition des outils permettant de visualiser par photo aérienne l'évolution de l'occupation des sols de la commune entre 1949 et 2018.

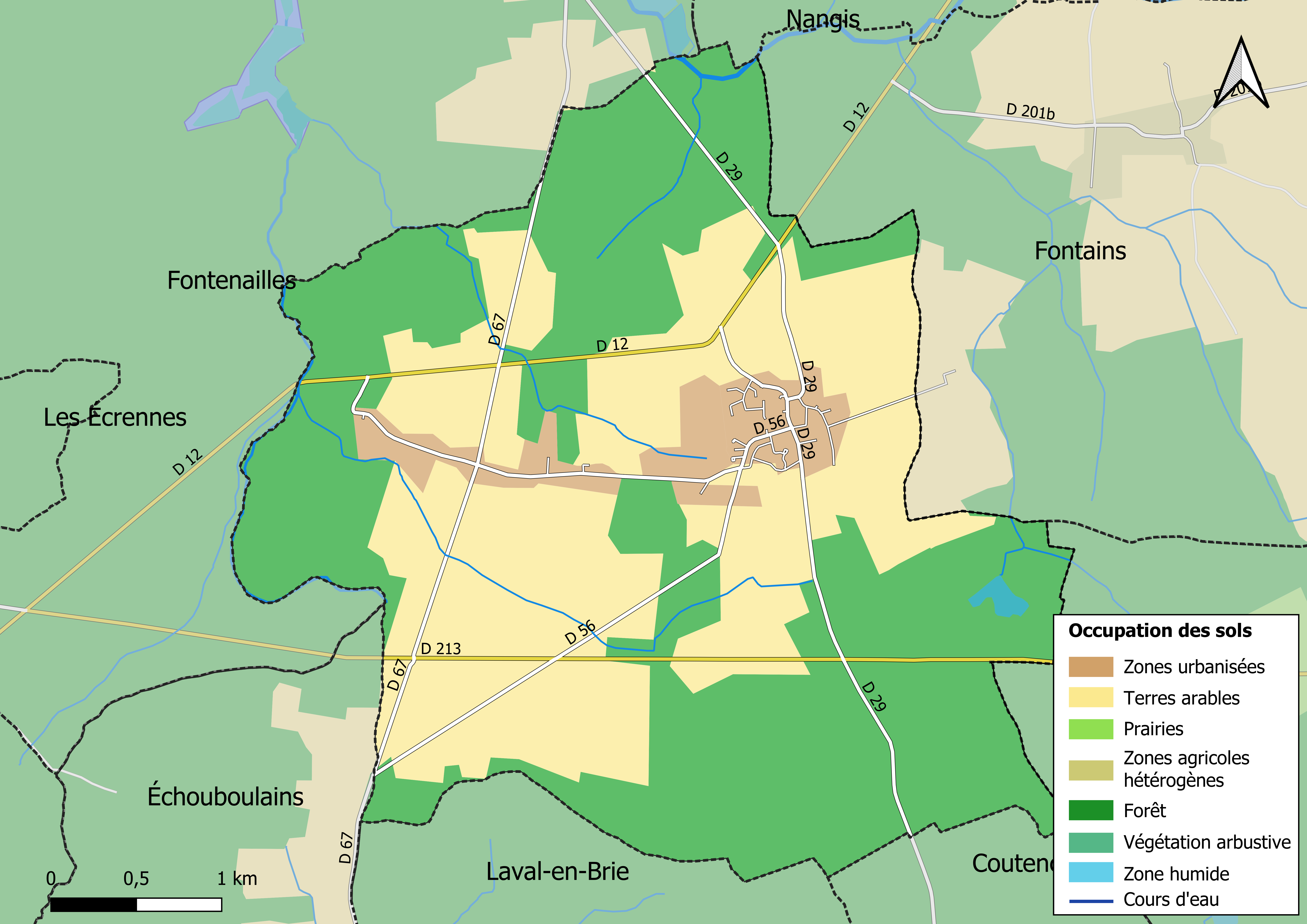
Carte des infrastructures et de l'occupation des sols en 2018 (CLC) de la commune.
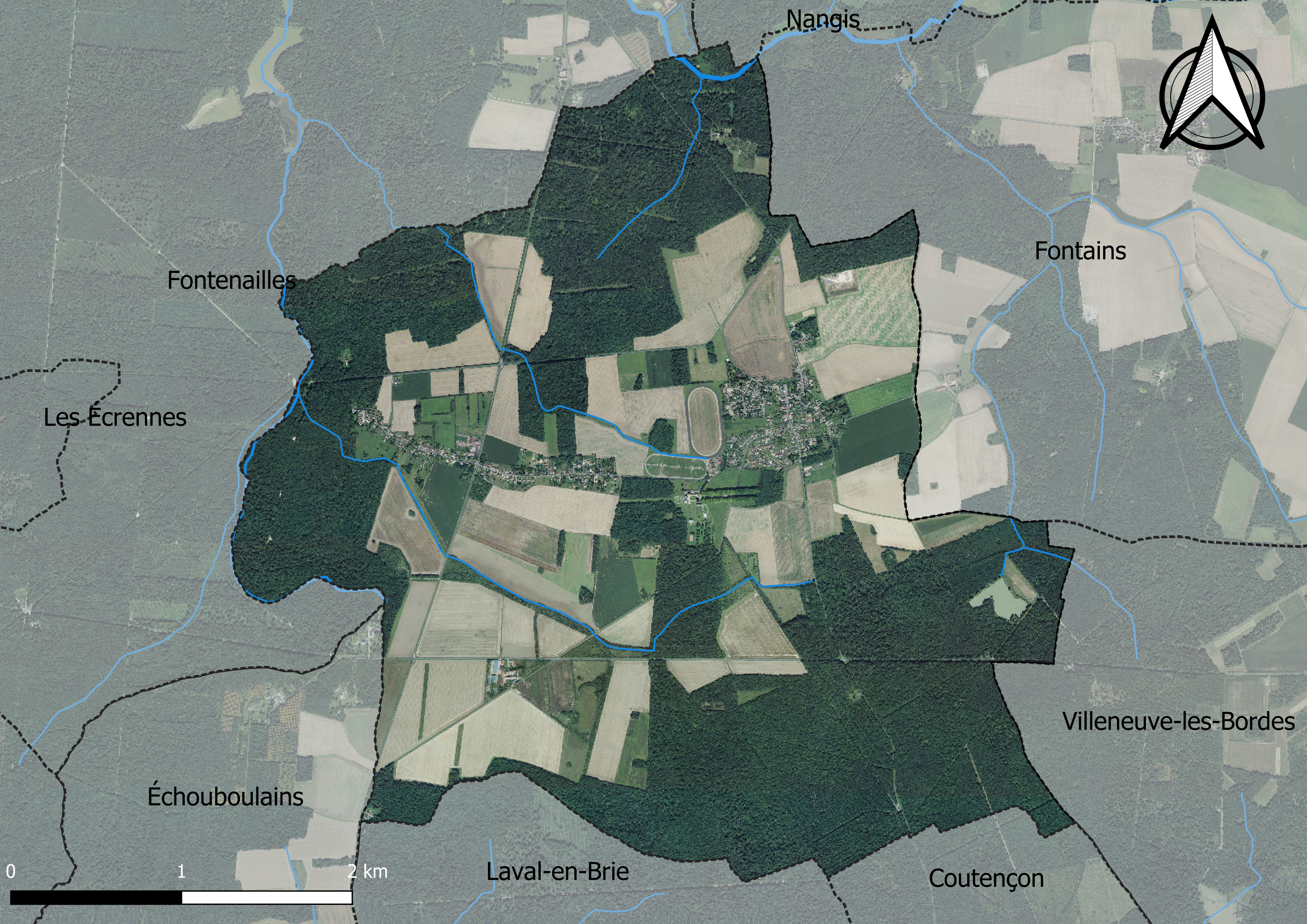
Carte orhophotogrammétrique de la commune.

### Planification
La commune disposait en 2019 d'un plan local d'urbanisme en révision. Le zonage réglementaire et le règlement associé peuvent être consultés sur le Géoportail de l'urbanisme.

### Logement
En 2017, le nombre total de logements dans la commune était de 395 dont 97,9 % de maisons (maisons de ville, corps de ferme, pavillons, etc.) et 1,8 % d'appartements.
Parmi ces logements, 89,5 % étaient des résidences principales, 8,2 % des résidences secondaires et 2,3 % des logements vacants.
La part des ménages fiscaux propriétaires de leur résidence principale s'élevait à 93,4 % contre 5,8 % de locataires et 0,9 % logés gratuitement.

### Voies de communication et transports

#### Transports
La gare la plus proche de la commune est la gare de Nangis sur la ligne Paris-Est - Provins du réseau Transilien Paris-Est. Cette ligne est maintenant desservie par de nouveaux trains Bombardier B 82500 à bi-énergie.
Correspondances pour Nangis :
- Bus 3204, 3213, 3215, 3218, 3246 et Express 47 du réseau de bus Provinois - Brie et Seine
- Bus 28, 32 et 34 du réseau de bus du Pays Briard

## Toponymie
Foresta de Herablen, « bois d'érables », attesté au XIIe siècle. Un siècle plus tard est mentionné le toponyme Capella de Érableyo, « chapelle des érables ».

## Histoire
C'est à 1282 que remontent les signes des premiers habitants de la Chapelle-Rablais. L'histoire dit que c'est à cette époque qu'un seigneur, Simon Ier Cornu, entrepreneur dans le défrichement a créé ce hameau. Le premier registre paroissial retrouvé date de 1752. Il regroupe, en 10 ans, 1 000 noms et 2 000 liens des membres de la paroisse et des communes proches. Il reste encore des traces de « passeport de l'intérieur » datant de deux-cents ans.

## Politique et administration

### Liste des maires
| Période                                  | Période   | Identité                 | Étiquette     | Qualité            |
| ---------------------------------------- | --------- | ------------------------ | ------------- | ------------------ |
| Les données manquantes sont à compléter. |           |                          |               |                    |
| 1831                                     | 1836      | Faÿ de La Tour-Maubourg  |               |                    |
|                                          |           |                          |               |                    |
|                                          | 1876      | Alexandre-Germain Picard |               |                    |
| 1876                                     | 1899      | Jean-Hubert Debrousse    | Centre gauche |                    |
|                                          |           |                          |               |                    |
| mars 1971                                | mars 1983 | Roger Rivet              |               | Directeur Sotravia |
| mars 1983                                | juin 1995 | René Maillot             |               | Cafetier           |
| juin 1995                                | mars 2014 | Daniel Deswarte          |               | Agriculteur        |
| mars 2014                                | 2016      | Alain Perrigault         |               |                    |
| mars 2016                                | 2020      | Guy Valentin             |               |                    |
| 2020                                     | En cours  | Marcel Fontellio         |               |                    |

## Équipements et services

### Eau et assainissement
L’organisation de la distribution de l’eau potable, de la collecte et du traitement des eaux usées et pluviales relève des communes. La loi NOTRe de 2015 a accru le rôle des EPCI à fiscalité propre en leur transférant cette compétence. Ce transfert devait en principe être effectif au 1er janvier 2020, mais la loi Ferrand-Fesneau du 3 août 2018 a introduit la possibilité d’un report de ce transfert au 1er janvier 2026,.

#### Assainissement des eaux usées
En 2020, la commune de La Chapelle-Rablais gère le service d’assainissement collectif (collecte, transport et dépollution) en régie directe, c’est-à-dire avec ses propres personnels.
L’assainissement non collectif (ANC) désigne les installations individuelles de traitement des eaux domestiques qui ne sont pas desservies par un réseau public de collecte des eaux usées et qui doivent en conséquence traiter elles-mêmes leurs eaux usées avant de les rejeter dans le milieu naturel. La communauté de communes Brie Nangissienne (CCBN) assure pour le compte de la commune le service public d'assainissement non collectif (SPANC), qui a pour mission de vérifier la bonne exécution des travaux de réalisation et de réhabilitation, ainsi que le bon fonctionnement et l’entretien des installations. Cette prestation est déléguée à l'entreprise Veolia, dont le contrat arrive à échéance le 31 décembre 2021,.

#### Eau potable
En 2020, l'alimentation en eau potable est assurée par le SIAEP de la Chapelle-Rablais, Fontains qui gère le service en régie,,.
Les nappes de Beauce et du Champigny sont classées en zone de répartition des eaux (ZRE), signifiant un déséquilibre entre les besoins en eau et la ressource disponible. Le changement climatique est susceptible d’aggraver ce déséquilibre. Ainsi afin de renforcer la garantie d’une distribution d’une eau de qualité en permanence sur le territoire du département, le troisième Plan départemental de l’eau signé, le 3 octobre 2017, contient un plan d’actions afin d’assurer avec priorisation la sécurisation de l’alimentation en eau potable des Seine-et-Marnais. A cette fin a été préparé et publié en décembre 2020 un schéma départemental d’alimentation en eau potable de secours dans lequel huit secteurs prioritaires sont définis. La commune fait partie du secteur Nangis.

## Population et société

### Démographie
L'évolution du nombre d'habitants est connue à travers les recensements de la population effectués dans la commune depuis 1793. Pour les communes de moins de 10 000 habitants, une enquête de recensement portant sur toute la population est réalisée tous les cinq ans, les populations de référence des années intermédiaires étant quant à elles estimées par interpolation ou extrapolation. Pour la commune, le premier recensement exhaustif entrant dans le cadre du nouveau dispositif a été réalisé en 2008.

En 2022, la commune comptait 907 habitants, en évolution de −6,01 % par rapport à 2016 (Seine-et-Marne : +3,92 %, France hors Mayotte : +2,11 %).
| 1793 | 1800 | 1806 | 1821 | 1831 | 1836 | 1841 | 1846 | 1851 |
| ---- | ---- | ---- | ---- | ---- | ---- | ---- | ---- | ---- |
| 408  | 434  | 437  | 467  | 520  | 506  | 499  | 533  | 557  |

| 1856 | 1861 | 1866 | 1872 | 1876 | 1881 | 1886 | 1891 | 1896 |
| ---- | ---- | ---- | ---- | ---- | ---- | ---- | ---- | ---- |
| 563  | 561  | 526  | 502  | 523  | 517  | 529  | 531  | 526  |

| 1901 | 1906 | 1911 | 1921 | 1926 | 1931 | 1936 | 1946 | 1954 |
| ---- | ---- | ---- | ---- | ---- | ---- | ---- | ---- | ---- |
| 482  | 466  | 496  | 416  | 350  | 450  | 385  | 373  | 354  |

| 1962 | 1968 | 1975 | 1982 | 1990 | 1999 | 2006 | 2008 | 2013 |
| ---- | ---- | ---- | ---- | ---- | ---- | ---- | ---- | ---- |
| 324  | 294  | 342  | 492  | 755  | 779  | 889  | 920  | 985  |

| 2018 | 2022 | - | - | - | - | - | - | - |
| ---- | ---- | - | - | - | - | - | - | - |
| 928  | 907  | - | - | - | - | - | - | - |

### Associations
- L'Âge d’or : association de retraités et préretraités
- Le CAR (Comité d’animation Rablaisien) : prépare et anime les fêtes, brocantes…
- Le CRI (Chapelle-Rablais Informatique) : association autour de l'informatique (flash, Word, Photoshop, internet…)
- Le CROS (Chapelle-Rablais Omnisports)
- Le Foyer Rural : animation de soirées, loto, halloween…

## Économie

### Revenus de la population et fiscalité
En 2017, le nombre de ménages fiscaux de la commune était de 345, représentant 948 personnes et la  médiane du revenu disponible par unité de consommation  de 25 370 euros.

### Emploi
En 2017 , le nombre total d’emplois dans la zone était de 48, occupant 455 actifs  résidants.
Le taux d'activité de la population (actifs ayant un emploi) âgée de 15 à 64 ans s'élevait à 71,3 % contre un taux de chômage de 3,6 %. 
Les 25,1 % d’inactifs se répartissent de la façon suivante : 10,3 % d’étudiants et stagiaires non rémunérés, 9,4 % de retraités ou préretraités et 5,4 % pour les autres inactifs.

### Secteurs d'activité

#### Entreprises et commerces
En 2018, le nombre d'établissements actifs était de 43 dont 2 dans l’industrie manufacturière, industries extractives et autres, 9 dans la construction, 11 dans le commerce de gros et de détail, transports, hébergement et restauration, 1 dans les activités financières et d'assurance, 5 dans les activités immobilières, 8 dans les activités spécialisées, scientifiques et techniques et activités de services administratifs et de soutien, 3 dans l’administration publique, enseignement, santé humaine et action sociale et 4  étaient relatifs aux autres activités de services.
En 2019, 10 entreprises ont été créées sur le territoire de la commune, dont 7 individuelles.
Au 1er janvier 2021, la commune ne disposait pas d’hôtel et de terrain de camping.
Commerces :
- Auberge du Relais (restaurant)

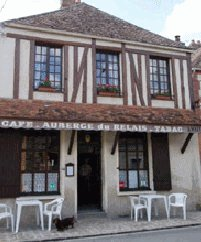
Le Relais, auberge.

- Château des Moyeux (propose des chambres d'hôtes)
- Entreprise de peinture
- Entreprise Perrier (serrurier, métallique, aluminium)
- Ferme des Montils
- Ferme de Tournebœuf
- Net-extense.com (création et construction des sites WEB - Internet et développement)
- Primactif (entreprise de vente par internet)
- Toiletteuse à domicile

#### Agriculture
La Chapelle-Rablais est dans la petite région agricole dénommée la « Brie humide » (ou Brie de Melun), une partie de la Brie à l'est de Melun. En 2010, l'orientation technico-économique de l'agriculture sur la commune est la polyculture et le polyélevage.
Si la productivité agricole de la Seine-et-Marne se situe dans le peloton de tête des départements français, le département enregistre un double phénomène de disparition des terres cultivables (près de 2 000 ha par an dans les années 1980, moins dans les années 2000) et de réduction d'environ 30 % du nombre d'agriculteurs dans les années 2010. Cette tendance n'est pas confirmée au niveau de la commune qui voit le nombre d'exploitations augmenter et passer de 4 en 1988 à 5 en 2010. Parallèlement, la taille de ces exploitations diminue, passant de 109 ha en 1988 à 71 ha en 2010.
Le tableau ci-dessous présente les principales caractéristiques des exploitations agricoles de Chapelle-Rablais, observées sur une période de 22 ans : 
|                                      | 1988 | 2000 | 2010 |
| ------------------------------------ | ---- | ---- | ---- |
| Dimension économique,                |      |      |      |
| Nombre d’exploitations (u)           | 4    | 4    | 5    |
| Travail (UTA)                        | 6    | 7    | 10   |
| Surface agricole utilisée (ha)       | 435  | 260  | 355  |
| Cultures                             |      |      |      |
| Terres labourables (ha)              | 397  | 238  | 334  |
| Céréales (ha)                        | 321  | s    | s    |
| dont blé tendre (ha)                 | 116  | 97   | 128  |
| dont maïs-grain et maïs-semence (ha) | 161  | s    | 34   |
| Tournesol (ha)                       | 37   |      |      |
| Colza et navette (ha)                | 0    | s    | s    |
| Élevage                              |      |      |      |
| Cheptel (UGBTA)                      | 96   | 176  | 117  |

## Culture locale et patrimoine

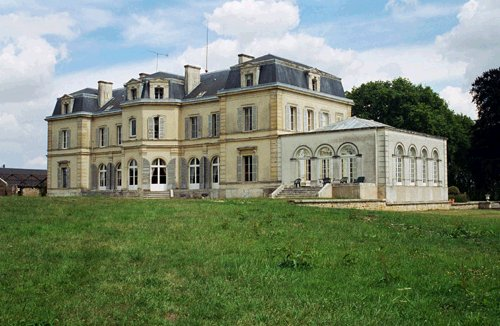
Les Moyeux, château.

### Lieux et monuments
- Église Saint Bonnet : entièrement restaurée (charpente du clocher et vitraux éclairés le soir).
- Château des Moyeux : construit en 1848 sur les fondations d'un manoir de chasse, avec son parc, sa tour d'entrée, son orangerie et ses dépendances (offre des chambres d'hôtes).
- Le Haras : anciennement « Haras des Moyeux », où de nombreux trotteurs sont entraînés depuis sa construction. Ses chevaux ont remporté de nombreuses courses (entre autres, la jument Franca Maria qui termina troisième du prix d'Amérique 1977).
- Travail à ferrer les bœufs : on trouve à la Chapelle-Rablais l'un des deux derniers travails à ferrer les bœufs de Seine-et-Marne dans un bon état de conservation, en face de l'Auberge du Relais.

### Personnalités liées à la commune
- Le comte Just Charles César de Faÿ de La Tour-Maubourg (° 8 juin 1774 - La Motte-de-Galaure † 17 février 1846 - Paris), marié à Anastasie-Louise-Pauline Motier de La Fayette (° 1er juillet 1777 -Paris † 23 février 1863 - Turin), fille aînée du général de La Fayette et ascendante de la reine des Belges, Paola Ruffo di Calabria. Maire de La Chapelle-Rablais en 1830.
- Éléonore Vergeot : mère de deux enfants de Napoléon III. Mariée à Pierre Brousse, propriétaire du château des Moyeux de 1865 à 1870.
- Hubert Debrousse : riche entrepreneur de travaux publics, propriétaire du château des Moyeux de 1872 à 1900 (la famille léguera son immense fortune pour financer en partie les travaux de Pierre et Marie Curie). Il contribua, grâce à ses généreuses donations, à la rénovation de l'église et notamment des vitraux. Son fils, Jean Hubert Debrousse et sa fille, Marie-Catherine baronne Alquier, n'ayant tous deux aucun héritier, léguèrent eux aussi leur fortune, en grande partie à l'assistance publique, avec pour instructions, la construction d'un hospice à Paris, l'hospice Debrousse.
- Ester Rigaud : célèbre famille de parfumeurs. Propriétaire du château des Moyeux de 1900 à 1920 (la tour du parc avait été choisie comme emblème des bougies parfumées Rigaud). La commune lui doit le monument aux morts et la restauration des vitraux de l'église.

### Héraldique
| Blason de La Chapelle-Rablais | Blason  | Coupé : en 1) de gueules à une église d'or, ouverte et ajourée de sable, lanternée d'argent, accostée de deux arbres de sinople, le tout mouvant de la partition ; en 2) d'azur à une charue et une gerbe de blé posées en pal, toutes deux d'or. |
| Blason de La Chapelle-Rablais | Détails | Figure sur le site de la mairie et les publications municipales. |

### Événements
En 1980, furent organisés les premiers Jeux de 20 heures en milieu rural. Plusieurs chanteurs sont venus à cette occasion (François Valéry, Christian Delagrange, Danyel Gérard) et le journal régional IDF de France 3 a été enregistré face à l'église et diffusé en direct.